# Dècada dels 1990 a Andorra
L'Andorra de la dècada dels 1990 creix econòmicament i s'introdueix en un món cada cop més globalitzat. El model econòmic es construeix sota la base d'una economia liberal, que afavoreixi el paradís fiscal. La tendència migratòria continua a l'alça i la societat de l'anomenada “generació constitució” ara viu en un entorn totalment cosmopolita. És els temes centrals de l'Andorra moderna i independent. El país viu amb un escenari polític molt conservador i tancat, que no s'adequa amb la realitat del país que és molt més diversa i plural. Aviat les veus crítiques comencen a fer-se sentir. L'aprovació de la Llei de matrimonis és un exemple clar dels canvis a què ha d'afrontar la nova societat. La diversitat provoca problemes d'integració, en un moment en què la religió està perdent peu dins de les mentalitats.

## Historiografia
Després de l'aprovació de la Constitució andorrana, cap historiador s'ha interessat per allò que ha succeït més enllà. La dècada dels 1990 és totalment verge. Les úniques maneres de saber-ne alguna cosa és mitjançant reculls de premsa vist que els òrgans encarregats a Andorra de la divulgació històrica no fan recull de premsa i tampoc conserva els periòdics d'època.
Així i tot, l'únic autor, estudiant a l'època d'humanitats, que s'hi haja interessat és en Rubí Ariel Rocha Simões que proposa una obra, amb algunes fe d'errates. Introduïx els Anys Daurats amb els Pariatges i allò que se'n deriva, cosa que permet entendre l'arribada de la Constitució del 1993, així com la dècada dels 1990, del tot descrita, amb força documentació de recolzament, i, finalment, les conseqüències de la Gran Recessió del 2008.
- Rubí Ariel Rocha Simões (2019) Els Anys (No Tant) Daurats. Editorial Círculo Rojo

Parts dels títols emprats, part de la informació i part de l'estructura emprada en aquest article prové d'aquest treball esmentat.

## L'Andorra dels Liberals
Aquest títol es refereix al Partit Liberal d'Andorra que després de l'aprovació de la Constitució segueix guanyant terreny a la plana política. Però també es refereix a la política de caràcter conservador empresa per Marc Forné i Molné. Així el títol té doncs doble sentit: l'Andorra dels Liberals, com a partit, i dels Liberals, com a ideologia. És l'Andorra que al cap i a la fi va regnar durant la dècada dels 1990. És una Andorra en què es treballa en la liberalització de certs sectors (FEDA, sanitat…) i en l'opacitat del sector bancari. Molts cops amb repercussions negatives per la població: el debat sobre la nacionalitat, de l'atur, drets laborals o del model de sanitat públic.

### El sistema andorrà de partits
El panorama polític d'Andorra després de l'aprovació de la Constitució és heterogeni. És a dir, durant la dècada dels 1990
el Consell General està compost essencialment per dues tendències: dreta i esquerra. Però existeixen diversos partits de
dreta i d'esquerra, d'aquí l'heterogeneïtat. Amb l'heterogeneïtat dels partits existents, es pot afirmar que el panorama polític andorrà de començament de dècada no té res a veure amb aquell que es viu als països veïns on regna el bipartidisme. Els socialdemòcrates andorrans miren d'acotar-se als democristians europeus al Consell d'Europa. La dreta s'apropa als liberals europeus.

Alhora hi ha un escenari del tot conservador a Andorra. Lluny de les aparences, aquest conservadorisme topa amb profundes divergències. A Andorra és habitual que la dreta, per exemple, acostumi a esquerdar-se en partits més petits que després concorren a les eleccions formant coalicions amb altres partits petits, que són fruit d'una trencadissa sorgida durant la legislatura. En campanya electoral tots defensen la seva independència envers el partit del qual han trencat. Però les propostes i la ideologia a la qual adhereixen deixen en evidència la proximitat que existeix entre tots, siguin de dreta o d'esquerra. Les coalicions de vegades es fan al límit de la ideologia. És a dir, no seria estrany que algun membre socialdemòcrata marxés del partit i s'unís a la dreta. Ni tampoc seria estrany que dos partits petits parroquials d'ideologia diferent pactin una aliança per les eleccions. Per tot plegat es pot dir que el panorama post-constitucional és força complex d'entendre. En una línia general es poden dibuixar dues línies ideològiques però que estan confrontades totes dues entre elles mateixes.

### Dos governs amb només un any

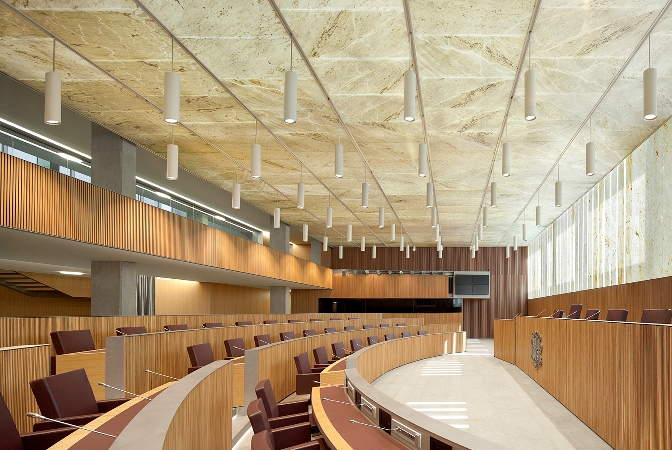
Nova seu del Consell General.

La primera legislatura post-constitució està marcada per la inestabilitat política. Si el 1993 va ser l'any de l'ingrés a l'ONU i de les primeres eleccions post-constitucionals, el 1994 va ser el de l'ingrés al Consell d'Europa i de la formació del primer govern constitucional. Però el 1994 també va ser l'any en què es va posar en relleu que el procés de conversió d'Andorra en un Estat homologable tenia importants repercussions d'ordre financer que obligaven a repensar el sistema fiscal i les estratègies econòmiques andorranes. El debat sobre el finançament del sector públic va provocar una crisi de govern i va fer que, el primer any després de la Constitució, Andorra visqués el relleu del cap de govern.
A les eleccions els partits Agrupament Nacional Democràtic (AND), Nova Democràcia (AD) i Iniciativa Democràtica Nacional (IDN) van arribar a un acord de coalició perquè sortís guanyant Òscar Ribas Reig un altre cop com a cap de govern. L'oposició estava formada pel bloc liberal, configurat per Unió Liberal (UL), Coalició Nacional Andorrana (CNA), Unitat i Renovació (UiR) i Grup d'Opinió Liberal (GOL), que més endavant canvia el nom per Grup dels Tretze (G13). La legislatura debutava doncs amb un govern minoritari que havia pactat puntualment per governar. I com era d'esperar l'acord va trencar-se fàcilment, així s'hauria apuntat a la premsa. Dos mesos després de la investidura, Ribas anuncia que el ministre de Presidència, Daniel Bastida, dimiteix. A primers de maig, la votació de les esmenes sobre el pla d'accés al primer habitatge provoca la primera gran desavinença entre AND i ND. El 7 de setembre el pressupost presentat per Òscar Ribas crea la ruptura. En no haver-hi acord a l'octubre, AND amenaça de trencar i passar-se a l'oposició.
Davant d'aquesta situació, Òscar Ribas presenta el 7 de novembre del 1994 una qüestió de confiança al Consell General. El 24 de novembre, el cap de govern fa el discurs de defensa en el qual denuncia una persecució constant contra la seva persona i fa un repàs exhaustiu de la política exterior, les inversions dutes a terme per ell i les lleis que s'havien tramitat. Però la qüestió de confiança no arranjà prou suports. El cap de govern va haver de dimitir. El bloc de partits liberals es va unir sota el paraigües de Marc Forné que va presentar oficialment la seva candidatura el 2 de desembre del 1994. Va aconseguir la confiança necessària a les eleccions i dins el parlament per poder ser nomenat el 21 de desembre com a cap de Govern.

### La consolidació del model de paradís fiscal
Marc Forné ha estat cap de govern del 1994 al 1997 i del 1997 al 2004. A la seva segona legislatura es va presentar ja com a cap de llista del partit Liberals d'Andorra (PLA). Però a la primera legislatura va governar mercès a les coalicions mantingudes a les eleccions. Això va fer que el primer mandat fos inestable. El govern de Marc Forné va haver d'afrontar un greu problema de dèficit econòmic públic que arribava als 21.000 milions de pessetes. A més, havia de fer front al repte de dotar Andorra d'un cos diplomàtic preparat per representar el país a fora, fet que comportava encara més despeses. Va voler introduir imposts directes per tal que es pogués pagar el dèficit i les despeses públiques. Però tant l'electorat com la classe política es negaren a aplicar taxes. Va voler implementar un impost sobre els bingos i despenalitzar, ara que es podia, el joc i construir un casino. Tots de temes que van marcar l'agenda mediàtica del 1995. Malgrat els seus esforços, finalment va haver de recórrer al sector bancari amb qui va pactar un acord que permetrà consolidar el model de paradís fiscal. Els bancs s'encarregarien del finançament del deute públic, però a canvi el govern tancaria la porta a futurs bancs estrangers que volguessin instal·lar-se a Andorra, mantindria el secret bancari, a més d'aprovar lleis favorables als bancs, com ara plans de adquirir més fàcilment habitatge. D'aquesta manera el govern va poder dedicar-se al cos diplomàtic. La primera ambaixada va ser la del Vaticà que va oferir a Andorra més que un consolat.

### Representació d'Andorra a la plana internacional
Andorra va formalitzar relacions diplomàtiques amb els EUA l'any 1996, escollint a Juli Minoves (també representant d'Andorra a l'ONU). Va ser nomenat vicepresident de la 51a Assembla General de l'ONU, un fet molt important de cara a la normalització a què aspirava el país. Marc Forné va intervenir en català a l'Assemblea General per defensar la reforma de l'organisme i al cap de tres dies Forné va intervenir a l'assemblea parlamentària del Consell d'Europa per defensar els drets lingüístics d'Andorra. La projecció exterior d'Andorra també va tenir la seva expressió esportiva el 3 de juliol del 1996 quan la FIFA va admetre Andorra com a membre de ple dret. Això li permetia ser present a les competicions europees a partir de la temporada del 1997 i del 1998. Les collites d'aquesta adhesió no es van deixar esperar. L'any 1995 es van inaugurar a Andorra els Jocs d'Hivern de la Joventut Europea. També cal destacar les quinze medalles obtingudes als sisens Jocs dels Petits Estats o la 16a posició per Vicky Grau als Mundials de Sierra Nevada de l'any 1996. La participació d'Andorra a les competicions europees va despertar d'un dia per l'altre l'interès dels mitjans estrangers. Titulava el Diari d'Andorra: “El dia que els mitjans de comunicació veïns van descobrir Andorra”. En la mateixa línia, destaca la jove andorrana Nani Duró que va aconseguir pujar el Makalu, el Cho-Oyu, el Gasherbrum ll (Himalàia), col·locant Andorra un cop més en la plana esportiva. Per t ot plegat, des dels diaris del país es va començaer a parlar sobre si Andorra havia de tenir o no vergonya dels seus esportistes, ja que, a diferència del que passa a països molt grans (ex.: Espanya, França o Alemanya), els esportistes andorrans semblen esportistes aficionats. De fet, tot sovint la població andorrana mateixa celebra les victòries d'esportistes estrangeres. És la doble cara d'un molt globalitzat (Grans i Petits). Tot i que no en aquest context s'ha de destacar l'esportista andorrà més cèlebre d'Andorra: l'Albert Llovera. Als Jocs Olímpics de Sarajevo del 1985 es va quedar paraplègic degut a un accident que va patir en plena competició. L'esforç de continuïtat ha portat molts mitjans de comunicació estrangers a interessar-se’n. De fet, va ser contractat pels EUA que volien experimentar amb ell tota una sèrie de proves per tal de trobar una solució a les persones paraplègiques. Però tot i aquesta consolidació internacional, el govern de Marc Forné va tenir problemes per continuar governant atès que el pacte de coalició ara se li girava en contra i l'oposició va aconseguir que marqués data per unes eleccions anticipades que serien per al febrer del 1997 i que va guanyar amb majoria aclaparadora. Canviava així el panorama polític que caminava lentament cap al bipartidisme, donant estabilitat al govern dels Liberals d'Andorra.

### L'evolució de l'Institut d'Estudis Andorrans
És dintre de la necessitat de tenir un cos diplomàtic que s'ha d'entendre l'evolució que va patir l'IEA. Als primers anys de govern es decideix transformar l'IEA en ambaixada a Madrid i Catalunya. Forné es reuneix llavors amb el president espanyol José María Aznar i el president català Jordi Pujol. Però l'any 1998 Marc Forné emprèn una altra transformació profunda de l'IEA. Havent ja complert la seva tasca se l'intenta reconvertir en un centre de recerca oficial per al país que pugui estudiar amb més profunditat tots els camps científics i sociopolítics. Així es trasllada el centre de Perpinyà a Tolosa des d'on es manté una tasca purament informativa pels nous estudiants. El centre de Barcelona es transforma en el centre de recerca oficial a l'estranger i col·labora amb dos centres més ubicats i creats a Andorra. El canvi cap a Tolosa té sobretot per objectiu apropar-se als estudiants andorrans atès que és a Tolosa on més estudiants hi ha. A més, la ciutat ofereix millors recursos universitaris. El centre tolosí va aconseguir ser reconegut per França com a entitat cultural pública andorrana i, pel govern andorrà, com a delegació cultural. El mateix any 1998 es va crear el CNMA (Centre d'Estudis de la Neu i la Muntanya d'Andorra) en l'òptica buscada. L'any 2000 es crea el CRES (Centre de Recerca Sociològica) i l'any 1998 el CBD (Centre de Biodiversitat). L'any 2001 es crea el CRECIT (Centre de Recerca en Ciències de la Terra). Tots centres tenen per objectiu avançar en la recerca i canviar l'IEA transformant-lo en eina per a l'administració alhora que centre de recerca oficial del país.

### L'exposició de Lisboa del 1998

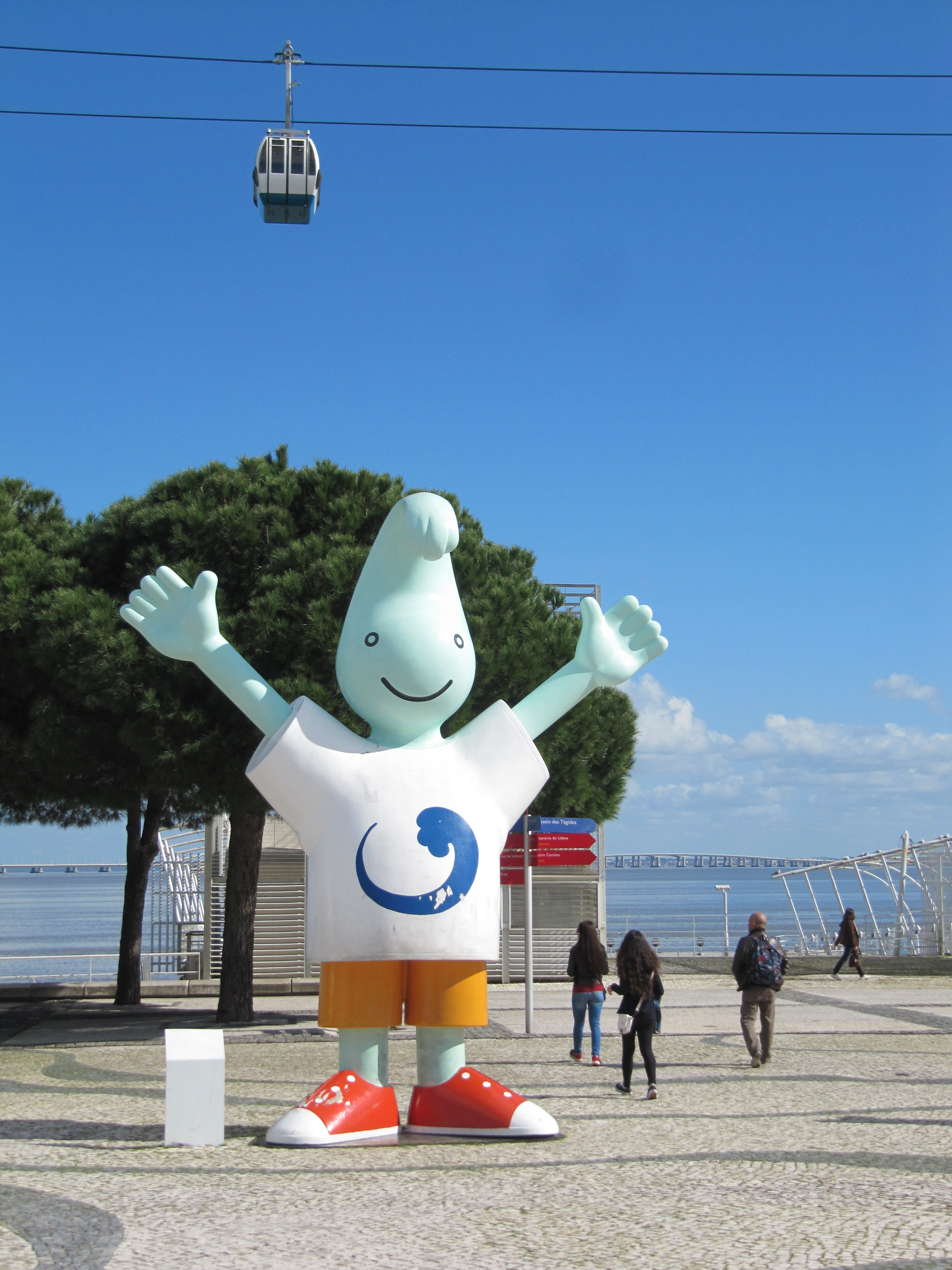
Mascota de l'Expo del 1998.

I un cop més, és en la necessitat de tenir un cos diplomàtic a l'exterior que s'ha d'entendre la presència d'Andorra a l'Exposició de Lisboa. L'any 1998 va ser un any particularment especial per a Portugal i per a Andorra. Per a Portugal perquè Lisboa va rebre l'Exposició Internacional, més coneguda com a Expo ’98. Era important perquè Portugal havia sortit feia poc temps d'una dictadura militar, el salazarime, de més de 40 anys de durada. El país tenia l'oportunitat de demostrar a la resta del món que s'havia avançat i que Lisboa, la capital de Portugal, s'obria al món amb tolerància i democràcia. Va ser una cita importantíssima per al país. Avui la data és explicada a les escoles portugueses. La cita és en definitiva explicada com un orgull nacional. De fet, el tema de l'exposició pretenia homenatjar les descobertes portugueses fetes durant l'època moderna per tal que la comunitat internacional prengués consciència que Portugal no era només la dictadura militar, però també un país que ha fet avançar la humanitat en la història. Vasco da Gama va tenir la seva pròpia torre, situada al Parc de les Nacions, que pel seu nom ja indica i molt la voluntat de visibilitzar el canvi que experimentava la societat portuguesa. Andorra també va contribuir en aquest orgull nacional obrint-hi un pavelló. Si la cita per als portuguesos va ser cabdal, per als andorrans també. Era la primera vegada que Andorra s'afirmava com a país sobirà, sense que ningú l'amenacés com si havia passat en exposicions anteriors. Era la manera de mostrar-se al món, d'ensenyar que el país havia canviat com ara Portugal i que ara els andorrans eren sobirans. També va ser l'oportunitat de fer venir turisme i ensenyar un país fins aleshores desconegut. La premsa del país s'hi va bolcar completament. S'hi va traslladar corresponsals de tots els periòdics, ràdios i televisió. Durant el temps que va durar l'exposició el paisatge mediàtic andorrà va estar col·lapsat per l'Expo 98.

### L'època de les vaques grosses
Després de la victòria aclaparadora a les eleccions del 1997 i amb un any només perquè el termini de vigència sobre l'acord bancari amb el govern acabés, el cap de govern, Marc Forné, va redefinir les polítiques de l'executiu: “hem de transformar-nos en un país de serveis, començant per la propera aplicació d'una llei que permeti instal·lar empreses amb el 100% de capital estranger, trencant amb la nostra tradició d'empreses mixtes en les que els estrangers només poden participar en un 33%”. El panorama dissenyat per Forné incloïa, a més, la possibilitat d'obrir Andorra a alguns bancs estrangers i la voluntat d'atraure les matrius d'empreses multinacionals, apostant per la qualitat i el desenvolupament de les telecomunicacions, més que no pas per l'opacitat fiscal com s'havia pactat l'any 1995 amb els bancs. Un model que pretenia doncs consoldar el turisme, engrandir el creixement de les empreses del país, però que deixava de banda les polítiques socials, tot i prometre que canviaria la llei d'immigració. És força significatiu que el SAAS fos privatitzat i que el govern de Marc Forné hagués procedit a privatitzar parcialment FEDA (encara que el TC va prohibir-ne la privatització). També és força significatiu que el govern alliberés els horaris comercials o que el Sindicat ara ja legalitzat reclamés en ple 1995 una cobertura social per als aturats. Tot plegat amb una situació econòmica extraordinàriament positiva. Segons un estudi fet públic el 12 de maig per la Unió Internacional de Telecomunicacions (UIT), Andorra era un dels 20 països del món amb major renda per capita, superant la mitjana espanyola i europea. Els països que avantatjaven Andorra eren el Japó, Suïssa, Luxemburg, Noruega, Dinamarca, EUA o Finlàndia. L'estudi destacava també que Andorra sobrepassava la mitjana europea en comunicacions telefòniques i en vehicles per habitant (un per persona). L'estudi el que feia en definitiva és visibilitzar un segon boom econòmic semblant a dels anys 1960. Advertia, però, sobre les mancances sanitàries (només 2,2 llits per mil habitants). La recta final del llarg govern de Marc Forné es va focalitzar en la precarietat de les infraestructures andorranes. Un problema que havia de resoldre’s davant l'arribada constant de turistes i el creixement econòmic. Va quedar demostrat l'any 1999 pels embussos de més de 35 quilòmetres a les carreteres d'accés a Andorra el 6 de desembre, festa de la Immaculada. L'endemà, el cap de govern, va insistir en la necessitat d'agilitar tres grans projectes d'infraestructures: el túnel d'Envalira, que ja s'estava construint; l'anomenat metro aeri, un telecabina que uniria tota la vall d'Andorra i les seves estacions d'esquí; i l'aeroport, que després d'anys de negociacions semblava que portaria a la reobertura. El túnel d'Envalira va ser un tema central per a la premsa. Ja des de la visita de Charles de Gaulle que es ve parlant de la necessitat de millorar les carreteres que accedeixen a França. De no fer-ho, es bloquejava el país del costat franco-andorrà, com ja s'havia viscut en més d'una ocasió a principi de segle xx. El túnel d'Envalira és el que uneix més fàcilment, sense passar pel port, el poble andorrà fronterer amb França, Pas de la Casa, i el primer poble canillenc, Soldeu.

### El projecte termo-lúdic de Caldea

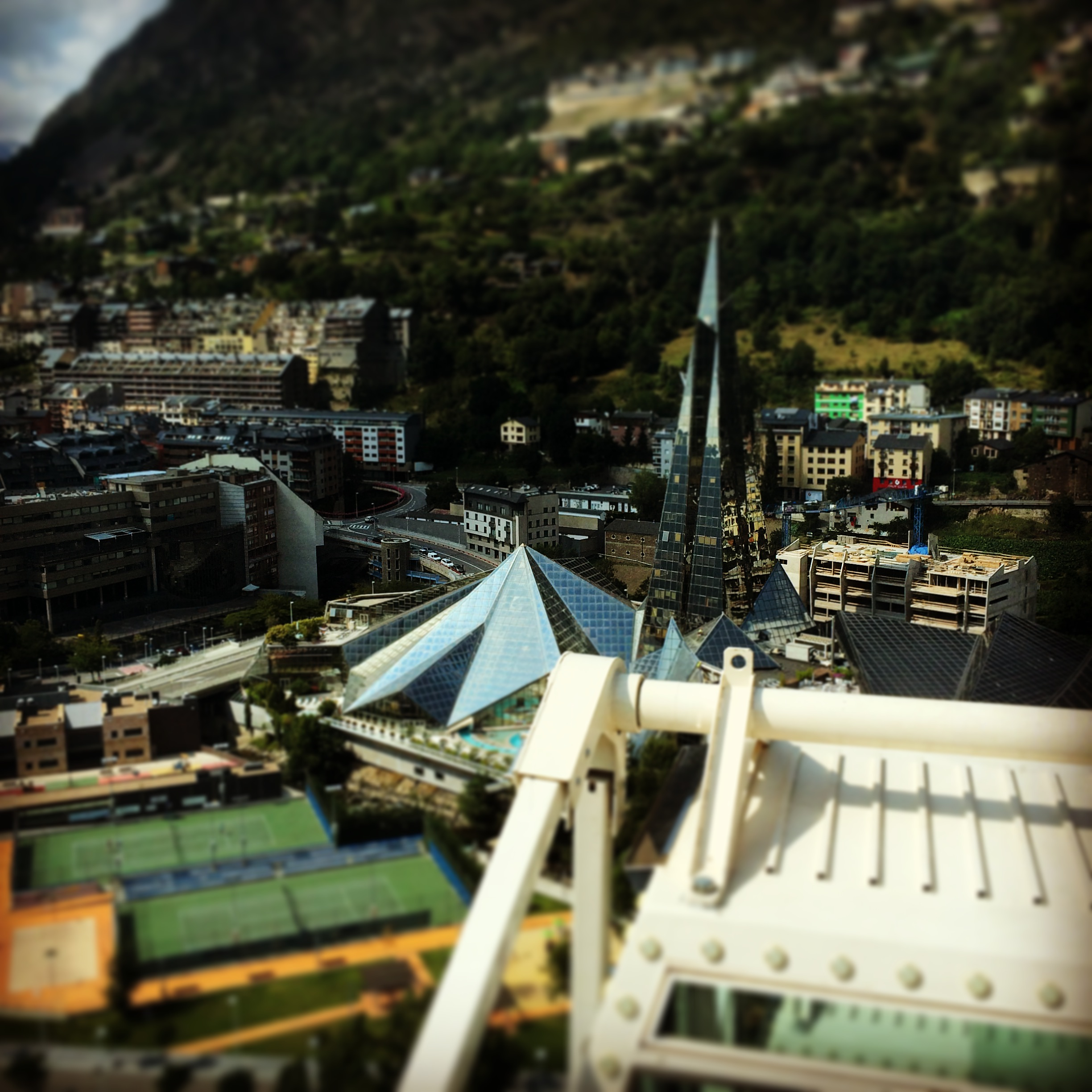

És en aquest context que es construeix Caldea. Caldea és un balneari que va ser creat a iniciativa del Comú d'Escaldes-Engordany quan es va dotar dels mecanismes propis d'una parròquia. L'objectiu era trobar algun atractiu que fes créixer l'economia escaldenca, i de retruc, andorrana. És a dir, trobar una alternativa i un complement a l'oferta turística d'Andorra, aprofitant l'existència de les aigües termals d'Escaldes. El nom té clares connotacions religioses. El balneari fou construït com a forma de gran catedral enmig d'Escaldes-Engordany donant una vista privilegiada al centre termolúdic des de l'aire. Les aigües termals de 68’ extretes del pou especial, s' utilitzen, després de ser tractades, en les piscines interiors i exteriors. El Comú es va assegurar la col·laboració de l'arquitecte francès Jean-Michel Ruols per concebre aquesta catedral de vidre. Creador del parc d'atraccions Astèrix, especialista en arquitectura aquàtica i gran mestre de l'art paradoxal de construir elements sòlids a partir d'un element fluid com l'aigua, Jean-Michel Ruols confirma amb Caldea que és un autèntic escenògraf de l'aigua. Des dels ciments fins a la punta de la torre, aquesta obra de 31.000m2, amb 80 m d'altura i 65m d'ample va requerir tècniques de construcció d'avantguarda. L'interior està concebut doncs per donar una sensació de futurisme. Actualment Caldea, a més de ser un referent turístic per al país, també és el símbol de l'edat d'or del capitalisme a Andorra. La construcció es va fer de la mà d'una societat d'economia mixta amb un capital de 4.250 milions de pessetes (SEMTEE, SA o Societat d'Economia Mixta Termolúdic Escaldes-Engordany). La presideix el cònsol d'Escaldes-Engordany i el comú en deté la majoria de les accions (que es reparteixen entre les altres 6 parròquies i més de 1800 accionistes persones físiques i morals entre els quals hi ha tres bancs i Andorra Telecom). L'obertura del capital a inversors estrangers està limitada pels estatuts de la societat a 10% del capital.

## L'Andorra conservadora

### Integració i Nacionalitat

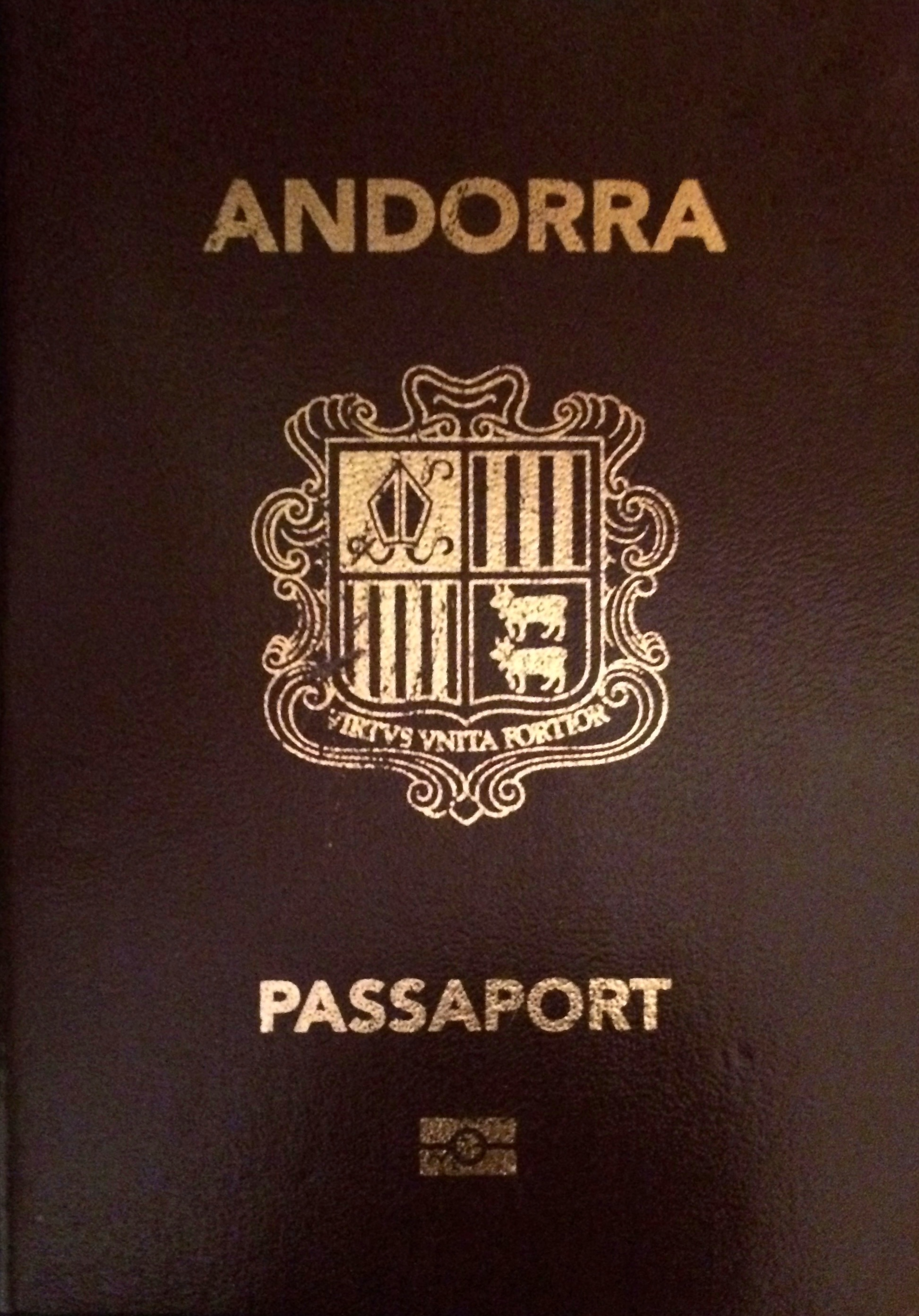
Un passaport andorrà

Durant els anys 1990 Andorra va continuar acollint immigració fent que el panorama sociològic canviï completament. El 84,5% del creixement total de l'economia i situació sociopolítica de l'Andorra del final de segle xx va ser conseqüència directa dels moviments migratoris. Així el país es va transformar en una societat cosmopolita. Les dades del Departament d'Estadística del govern de l'any 2002 permeten evidenciar-ho. La població del país es componia primerament d'espanyols (41,22%), després d'andorrans (34,65%), seguida dels portuguesos (10,69%), de francesos (6,83%) i d'altres nacionalitats que comprenen filipins, marroquins, indis i llatinoamericans, entre d'altres. El país va arribar a acollir (amb un territori d'uns 460 km²) fins a 74 nacionalitats diferents. El fet migratori fa que la piràmide d'edats d'Andorra sigui molt diferent d'aquella que es pot observar en països com Portugal, Catalunya, França, Regne Unit o Itàlia. La franja d'edat entre els 20 i 50 anys és la que més persones registra, mentre que la franja de jubilació (70 a 100 anys) és la que registra un percentatge més baix quan a Espanya és la més elevada, per exemple. La presència d'una comunitat estrangera majoritària, que representa el 65% del total de població, va plantejar tota una sèrie de problemàtiques relacionades amb la integració. El país havia d'aprendre a conservar la seva pròpia identitat, alhora que havia d'integrar els nouvinguts. Però aquesta no semblava ser la tasca del govern. L'any 1995 va néixer una plataforma ciutadana que va iniciar una recollida de signatures per sol·licitar la celebració d'un referèndum sobre l'obertura de la nacionalitat. Entre els signants figurava el cònsol d'Ordino, Josep Duró, i els cònsols de Canillo, Assumpció Rossel, i d'Andorra la Vella, Agustí Marfany.
Els immigrants es queixaven que hi hagués discriminació envers l'estranger i que el país no volgués nacionalitzar estrangers, fet que donava als estrangers la sensació de ser considerats com a ciutadania de segona classe. Estudis realitzats indiquen que de fet la millor manera d'integrar i garantir cohesió social és donar més facilitats d'accés a la nacionalitat. Això va fer que el copríncep francès es negués a ratificar l'adhesió d'Andorra al Conveni dels Drets Humans del Consell d'Europa, perquè el govern havia presentat una reserva a l'article 7.2 en el qual es deia que ningú pot ser condemnat per crims que, en el seu moment, no constituïen delictes segons les lleis nacionals. Redactat que deixaria en la impunitat els crims de guerra (com per exemple, aquells comesos pels andorrans franquistes). La negativa donava veracitat a les queixes atès que el govern tenia pendent l'aprovació del codi de relacions laborals, que anava lligat al Conveni. El partit de Marc Forné finalment va haver de proposar una nova Llei qualificada de nacionalitat, sense que prosperés les esmenes de l'oposició que volien reduir la proposta de 25 anys a 20 anys. També va haver de retirar l'esmena de l'article 7.2.
Però que la política desintegrés, no vol dir que passava exactament el mateix amb la població en general. Prova d'això les iniciatives multiculturals de la població mateixa com ara la “Festa de la Multicultura”. Es tracta d'un punt de reunió multicultural. La Fira d'Andorra la Vella també s'ha transformat en un altre punt de reunió multicultural. El panorama de la premsa que est pot llegir a Andorra és força representatiu d'aquesta diversitat (diaris andorrans, catalans, anglesos, francesos, espanyols i alguns cops belgues, àrabs, americans o portuguesos). Per tot plegat, l'element més visible de la identitat andorrana, que és la llengua catalana, es va veure afectat. L'any 1999, per tal de resoldre la situació, es va aprovar la primera Llei de protecció envers la llengua del país. A més, Marc Forné va ser el responsable d'haver signat un conveni amb el govern català perquè es poguessin veure pel·lícules en català. Es va llançar la primera campanya a favor de la utilització del català. Però, és evident que si paral·lelament a aquestes polítiques (necessàries) de normalització lingüística, no hi havia una política també d'integració, fomentada per lleis més obertes (com la rebaixa de la nacionalitat a 5 o 10 anys com a màxim) o d'incentiu al coneixement, cultura i apropament, no s'aconseguiria un panorama cohesionat. Tot i així, la llengua va aconseguir mantenir-se en 60% de la població, però perdia terreny progressivament davant del castellà.

### Llei de matrimoni civil
La llei de matrimoni civil que permetia el divorci civil ja va ser objecte de problemes quan Andorra va voler dotar-se d'una Constitució l'any 1993. S'havia desencallat la situació en aquell moment fent concessions que han quedat plasmades en la Carta Magna. No es podia fer pas d'una altra manera vist que era l'única sortida en aquell moment davant la cruïlla que es va viure amb el copríncep episcopal. Però contràriament a allò que pretenia, el bisbe d'Urgell només retardava una bomba que tard o d'hora havia d'explotar. I ho va fer durant la legislatura de Marc Forné. A Europa de manera general el debat sobre si una dona podia o no divorciar-se del seu marit s'estava superant. Es podria dir que fins i tot estava més que superat (Espanya permet el divorci el 1980). Progressivament el divorci i el casament civil es van imposar a tot el continent, tot i la posició de l'Església catòlica que considera que el matrimoni és etern i que no es pot trencar. Que la dona ha d'acceptar el marit perquè s'havia casat davant de Déu o amb Déu i això l'obligava a conviure-hi eternament. Aquest discurs segueix sent vigent, cosa que ens mostra d'una part, la instrumentalització de l'Església, i d'altra banda, el diàleg tancat i enrocat –alguns afegirien, poc ètic de l'Església. Però la societat dels 1990 estava en plena mutació. Les mentalitats s'obrien cada cop més i això feia que l'Església fos qüestionada. És en aquest context que a Andorra es va voler aprovar el dret al divorci. No aprovar la Llei de matrimoni civil, que l'Església no volia ni sentir a parlar, obligava a qui no volia passar per la religió a casar-se a l'estranger, a ser discriminada administrativament i impedia el normal desenvolupament de casaments. La llei va fer doncs polèmica i va marcar els debats i les planes nacionals dels periòdics del país. Tant que per tal que el bisbe no es queixés més del que ja havia fet, l'article 13 de la Llei del matrimoni civil impedia contraure matrimoni a les vídues que no haguessin esperat més de 300 dies de la mort del marit. La iniciativa per fer avançar les coses va venir dels partits d'esquerra, com ara Agrupament Nacional Democràtic, que van ser assessorats per un grup d'experts en dret internacional. Encara després de l'aprovació de la llei els coprínceps mantenien els seus dubtes sobre la constitucionalitat d'alguns aspectes de la norma. L'episcopal perquè simplement no volia la llei, el francès perquè no s'havia avançat prou amb la laïcització de l'Estat. Així que van demanar un dictamen previ del Tribunal Constitucional. La llei no va ser sancionada per l'episcopal, per obvietat, però finalment va aconseguir tirar endavant. Tanmateix, el marc constitucional posava en evidència la manca de separació de poders a Andorra.

### La religió a debat
L'escenari d'obertura europeu topava, de cop i volta amb el conservadorisme del govern. L'any 1998 l'executiu va arribar a un acord amb el Vaticà que permetia que a les escoles andorranes s'hi donés religió catòlica com a matèria curricular. Un acord que va crear polèmica. L'Associació de Pares d'Alumnes va mostrar-se a favor que les classes es donessin fora de l'horari lectiu, mentre que l'Església brandejava que l'article 20.3 de la Constitució estableix que “els pares tenen dret a una educació moral o religiosa per als fills d'acord amb les seves conviccions pròpies”. El copríncep episcopal, Joan Martí Alanís, va arribar fins i tot a enviar una carta al govern en què es referia al moment “delicat pel qual travessen les relacions entre l'Estat i l'Església”, opinant que el govern i el Consell General no haurien d'actuar d'esquena al Bisbat en els aspectes que afectin la institució religiosa. Tot plegat posava de manifest diverses coses. Primerament, la voluntat ferma de l'Església a voler controlar els estudiants. En segon lloc, l'estreta relació del govern i de l'Església. El principi de l'Estat de dret, que la mateixa Constitució andorrana aplica, és la separació d'Església i Estat. Però amb l'acord s'evidenciava que això no s'estava fent. Tot plegat tornava a mostrar el problema que ja s'havia plantejat quan es va redactar la Constitució. El control que volia l'Església sobre els ciutadans va entrar molt probablement a debat per les notícies que es tenen. En ple debat, es van multiplicar les conferències sobre religió, el paper que havia de tenir aquesta en la vida dels ciutadans,... Era evident que l'Església perdia terreny i volia aferrissar-se al més mínim mecanisme que permetés “evangelitzar” la població. Però contràriament a allò que pretenia, el resultat va ser catastròfic. L'estira i arronsa entre l'APA i el govern va fer que les classes fossin simplement optatives i el 77% dels alumnes no van optar per la religió. De fet, la ciutadania va muntar una “Plataforma per una Escola Andorrana Laica”.

## El revés de la moneda
Com és lògic la representació d'Andorra entre la comunitat internacional té les seves coses positives, però també en té de negatives o menys alegres. La guerra dels Balcans va evidenciar la dificultat per un país nou com era Andorra d'afrontar els reptes i problemes que ciutadans d'arreu del món comparteixen. Globalització, canvi climàtic, noves epidèmies, corrupció política i judicial... Andorra acabava d'aprendre què és això de la SIDA, estava en ple debat sobre el paper que ha de tenir la religió en les vides quotidianes, es debatia també sobre si una dona ha de poder divorciar-se o no, assistia a canvis profunds com és el de viure amb gent d'altres nacionalitats i orígens.... a més d'afrontar el repte de prendre posicions incòmodes.

### La guerra de Iugoslàvia

Bandera del Kosovo.

Els escenaris bel·licosos de la guerra van colpir la població andorrana, tal com ho demostren els diferents els articles de premsa de l'època. L'any 1995 s'explicava, per exemple, que ONG del país –Creu Roja, Càritas, Mans Unides, Dames de Meritxell i Unicef– van llançar una plataforma per ajudar els damnificats de la guerra de Bòsnia. Els jardins de la Casa de la Vall van ser l'escenari de la primera convocatòria popular en solidaritat amb les víctimes del conflicte. Unes dues-centes persones van voler mostrar el seu rebuig cada dilluns de la setmana fins que s'acabés la guerra. Entre pancartes, minuts de silencis i estampats de mans de color blau damunt de llençols blancs, els andorrans van demostrar la seva solidaritat amb les víctimes.
No obstant això, es pot dir que la guerra dels Balcans va ser un dels primers punts conflictius políticament parlament per al país. Mostra d'això el comunicat que feia el govern de Marc Forné al mes de març del 1995 on s'explicava que tres bancs i tres empresaris del país havien estat extorquits per ETA, la banda/guerrilla basca a l'estil IRA. El govern lamentava en el comunicat la carta rebuda per les entitats on s'hi reclama el que ETA va anomenar l'”impost revolucionari”. El Govern d'Espanya va de fet oferir protecció al bisbe en tant que cap d'Estat d'un país, fet que volia dir que si acceptés tindria guardaespatlles pagats per Espanya. El bisbe s'hi va negar. El conflicte dels Balcans era incòmode pel govern i la classe política andorrana. Catalunya volia legítimament ser independent, d'igual manera que la nació basca i gallega. Però Espanya els negava el dret a ser-ho i posava tots els mecanismes haguts i per haver perquè la independència d'aquestes nacions no es donés; encara que això hagués de comportar ficar-se la comunitat internacional a esquenes. És a dir, Kosovo havia entrat en guerra en contra de Sèrbia que, com Espanya, en negava el dret a autodeterminació.
Kosovo va decidir celebrar unes eleccions plebiscitàries com a substitució al referèndum. El referèndum encobert pretenia arribar a la independència. Un cop celebrat i havent obtingut una majoria absoluta favorable a la independència, els EUA i bona part dels països occidentals van avalar el referèndum i van reconèixer Kosovo com un estat nació independent. Però no tothom va tenir la mateixa actitud que els EUA. És el cas d'Espanya on, precisament, sabent la legitimitat del debat català, però en la seva òptica negacionista i, en aquest sentit, semblant a Sèrbia (amb diferència que l'estat espanyol reprimeix a base de lleis o altres mecanismes legals encoberts), va decidir que no reconeixia el Kosovo. Andorra va tenir automàticament un problema. França havia reconegut Kosovo, però Espanya no acceptaria que Andorra la hi reconegués. Alhora, França no veuria bé que no ho fes, i Catalunya no veuria tampoc amb bons ulls un no reconeixement de Kosovo; començant pels lligams culturals i històrics que té Andorra i Catalunya. És a dir, que els andorrans tenien l'obligació moral i històrica de donar suport al Kosovo. Però això seria interpretat per Espanya com que els andorrans donaven suport a la independència catalana i, per tant, trencarien el bon veïnatge que s'havien imposat ambdós amb l'acord de la UE. Amb tot el govern del PLA va decidir mantenir-se al marge declarant-se neutre. Va ser així fins que el Tribunal de la Haia va dictaminar que tot poble té dret a l'autodeterminació. Llavors el govern socialdemòcrata de Jaume Bartumeu va accedir a reconèixer Kosovo com un estat nació independent. Però si oficialment va sortir així a la premsa, els governs següents dels LdA (PLA) s'haurien apressat a amagar el reconeixement.
Sigui com sigui és força significatiu que al mes d'octubre del 1995 uns dos nois i dues noies afectats per l'accident nuclear de Txèrnobil haguessin viatjat fins a Andorra on els esperava una família d'acollida; i que a l'abril del 1999 ONG del país comencessin una campanya per poder enviar refugiats del Kosovo a Andorra. També és força significatiu que l'any 1999 polítics i periodistes (entre els quals Marc Forné) juguessin en un matx de futbol especial en solidaritat amb el Kosovo en el qual es van recaptar unes 350.000 pessetes. És a dir, entre la població és molt probable que hi hagués molta gent favorable a reconèixer la independència de les nacions balcàniques que així ho reclamaven.

### La SIDA i el càncer
Arribats a la dècada dels 1990 els països industrialitzats han arribat a un nivell de millora de la qualitat de vida que es pot qualificar de pràcticament espectacular. L'OMS va comunicar l'any 1980 que s'havia aconseguit erradicar globalment al món la verola. Un fet que indica clarament l'avanç fet en el camp sanitari. Els anys 1980 van ser anys de la vacunació en massa, però també de l'assoliment del sistema de sanitat i seguretat social públiques com a model d'estat. El modus vivendi se’n va veure beneficiat. Tant que l'esperança de vida ja és de 80 o 90 anys. Una diferència abismal en comparació amb anys de primera o segona guerra mundial. Tanmateix, varen venir noves pandèmies i malalties que han marcat la dècada dels 1990 i el començament de segle XXI. Malalties encara sense cura: la SIDA i el càncer. El primer cas de SIDA que es va donar al món data de l'any 1981 a Los Angeles (EUA). El degoteig de morts continuat entre la població va fer que es desencadenés l'alarma social. El col·lectiu més afectat va ser l'homosexual, que van patir discriminació. La població feia circular rumors que afirmaven que la SIDA era un càstig diví per haver practicat “sodomia”. Una reacció clarament homòfoba que s'explica pel desconeixement. La gent -ni els científics- sabia d'on venia, com s'atrapava i per què s'atrapava. Tenir el VIH era com tenir la pesta. Estudis de l'època demostren que el 30% de la població considerava que calia separar-los de la vida pública perquè no contagiessin a ningú. Avui se sap que una encaixada de mans no contagia. L'any 2007 un estudi demostrava que el col·lectiu heterosexual és el més afectat per la SIDA, fent caure així totes les acusacions adreçades als homosexuals. A Andorra aquesta situació de discriminació segurament també es va donar, perquè la premsa deixa constància que el país també va ser objecte de campanyes d'informació. Es van organitzar col·loquis, campanyes informatives,... Tot per tal que la població es protegís. Però la protecció passava per utilitzar preservatius i això topava amb les consignes de l'Església catòlica que considerava el preservatiu, i segueix sent així, com un pecat. També es van organitzar campanyes informatives sobre el càncer, a més de dispositius de detecció de càncer. Sobre aquestes malalties i, seguint el fil de l'apartat següent relatiu a la Integració i la Nacionalitat, cal esmentar un altre aspecte més del govern Liberal. Diferents associacions denuncien la normativa que va aprovar el govern que obliga els immigrants que volen treballar al país de fer un test mèdic en què se’ls exclou si pateixen alcoholisme, hepatitis, sida, sordesa o incapacitat física... Raons que les associacions qualifiquen d'absurdes per excloure algú d'un país, però que eren vigents a Andorra encara el 2008. Són al cap i a la fi a través de mesures com aquestes, segons critiquen associacions, que s'exclou a immigrants segons el seu origen. Les persones contaminades amb el SIDA a Andorra no sobrepassen els 100 habitants, ja que un cop la persona està contaminada, si és immigrant, passat uns mesos la CASS la convida a abandonar el país i a fer-se tractat a un altre país, a canvi de rebre una pensió. Situació que diverses ONG, associacions espanyoles i catalanes denuncien.

### La crisi del tabac

Els primers estudis sobre l'efecte nociu del tabac per a la salut daten dels 1950.

Des de principis de 1998 els problemes plantejats pel contraban de tabac procedent d'Andorra, o que legalment passava per Andorra, van marcar la vida política d'Andorra i les seves relacions amb la Unió Europea i els estats veïns. La relació d'Andorra amb l'UE era especialment important perquè el procés d'unificació monetària a dins dels països membres de l'UE obligava a Andorra a abandonar la seva vella política de treballar amb dues divises: la pesseta i el franc francès. Ara hauria de treballar amb una única moneda, l'euro. Però per aconseguir-ho calia una bona relació amb les autoritats europees i aquestes, pressionades per Madrid i París, exigien que es resolgués el problema del contraban de tabac. El país es va estar preparant durant els anys previs a la circulació d'euros a l'arribada de la nova moneda. Es van multiplicar conferències, es va proposar ensenyar l'euro a les escoles i es van elaborar llibres didàctics que expliquessin les conseqüències de l'arribada de la nova moneda.
Tradicionalment, el contraban havia constituït a Andorra una activitat tolerada, però en els 4 anys anterior les vendes s'havien duplicat i les autoritats espanyoles van decidir des de principis d'any desplegar Grups d'Acció Rural (GAR) de la guàrdia civil per les pistes forestals de les comarques catalanes frontereres amb Andorra. Els guàrdies mataven i ferien contrabandistes. El govern andorrà va atendre les reclamacions fetes per la Unió Europea i el 5 de maig va entrar en vigor a Andorra la llei antifrau duaner que va arribar acompanyada d'una pujada del 30% de les taxes de tabac, cosa que va fer disminuir sensiblement les diferències de preus del tabac andorrà amb Espanya i França, fent que el tabac fos menys rendible. La llei antifrau es va mostrar insuficient des d'un primer moment, ja que només castigava administrativament –amb sancions a les persones que feien el transport il·legal i el decomís de vehicles i mercaderies– el transport de tabac a una distància d'un quilòmetre i mig del passos fronterers amb Espanya i França i no permetia perseguir els instigadors del contraban. No es podia limitar la importació de cigarretes, accedir a la comptabilitat dels fabricants de tabac, requisits que la UE reclamava. El mes de juny del 1998 un informe de la Unitat de Coordinació de la Lluita Antifrau de la UE va denunciar que el contraban de tabac era en mans de les xarxes internacionals del crim organitzat, mentre, la policia andorrana reconeixia la seva impotència per actuar davant d'aquests grups per la manca de tipificació penal del contraban.
Al mes d'octubre, i davant les pressions d'Espanya i la UE, el ministre de Relacions Exteriors, Albert Pintat, futur cap de govern, va anunciar que el govern andorrà aprovaria abans del juny del 1999 la tipificació del contraban com a delicte però es va resistir a incrementar els preus. I és que el tabac constituïa un reclam turístic per gairebé 8 milions de visitants que cada any rebia Andorra. El propi cap de govern reconeixia que “acabar amb el contraban ens suposa un dèficit als ingressos de l'Estat de gairebé 3000 milions de pessetes”. Però o Andorra havia de cedir: o s'acabava amb el contraban o es quedava sense monedes. Es va endurir la llei i la lluita contra el contraban. A partir de llavors, es pot fer publicitat de tabac a Andorra, sempre que s'indiqui que el tabac perjudica la salut. Però totes les mesures que es van prendre van propiciar la caiguda de Tabacs Reig, que va haver de tancar les portes. La família Reig, responsable de la fàbrica i entre la qual s'hi trobava l'excap de govern Òscar Ribas Rieg, va haver de transformar l'empresa en el Museu del Tabac, situat a Sant Julià de Lòria. D'altra banda, el sector agrícola andorrà, que vivia essencialment del cultiu del tabac, va començar a viure de subvencions de l'estat. Sent un sector de pressió important, el govern va decidir que el subvencionaria, encara que no aportés guanys, perquè el tabac és una tradició a Andorra. La veritat, però, és que s'estava mantenint un sector artificialment. En aquest sentit s'ha de parlar del conveni signat l'any 1974 amb el qual els fabricants de tabac andorrans poden importar un percentatge de tabac en relació al tabac comprat al país, però a canvi el fabricat a Andorra s'ha de cremar. El comerç, en canvi, aprofitant les multes dels països veïns per incentivar a abandonar el tabac, va continuar vivint de la diferència de preus. Per exemple, l'any 2014 en plena crisi de les subprimes el govern francès va augmentar l'IVA sobre el tabac. El comerç fronterer andorrà se’n va veure molt beneficiat. Tant que la pujada de preus va ser notícia als periòdics del país. Gràcies a la lluita antifrau i anticontraban empresa pel govern andorrà, el ministre d'Afers Exteriors espanyol, Abel Matutes, va anunciar la retirada de la guàrdia civil. El ministre es va mostrar confiat en què Andorra “fos cada cop menys un paradís fiscal i doni més importància al turisme”. Però tot i així és habitual trobar en la premsa andorrana detencions relacionades amb el tabac. L'any 2013, per exemple, s'estimava que l'11,4% del tabac d'Espanya provenia del contraban. De fet, diferents mitjans de comunicació estrangers han fet més d'una vegada reportatges sobre la venda de tabac i contraban a Andorra. L'un dels més cèlebres i polèmics és el un del canal de televisió francès (M6) que alertava de la manca de taxes.

### Cas Pallerols
El cas Pallerols va ser un cas de corrupció lligada a la finançament il·legal del partit polític Unió Democràtica de Catalunya (UDC), sentenciat el 2013 pel Tribunal Superior de Justícia de Catalunya. En l'afer, varen ser condemnats l'empresari andorrà Fidel Pallerols i els excàrrecs d'UDC Lluís i Vicenç Gavaldà per haver desviat subvencions de la Conselleria de Treball de la Generalitat de Catalunya per al finançament del partit. Els fets delictius varen començar el 1994, quan l'empresari andorrà Fidel Pallerols va donar cursos de formació a aturats amb l'ajuda de subvencions providents de fons de la Unió Europa, és a dir, prop de 9 milions d'euros. A canvi de rebre la subvenció, el 10% es destinava al partit.

## Cap al bipartidisme
L'etapa final de Marc Forné i Molné com a cap de Govern va estar marcada per un escenari polític que tendia a un fenomen nou per als andorrans, però no tan nou per a Europa: el bipartidisme. Les eleccions comunals del 1999 van produir grans canvis a les parròquies. Amb una participació de quasi el 78% –d'altra banda lògic vist que només el 30% de la població pot votar– de l'electorat, les urnes van confirmar la tendència cap a una unió de petits partits de dretes i petits partits d'esquerres formant dos grans partits: Liberals d'Andorra (dreta) i Partit Socialdemòcrata (esquerra). El final de segle s'apropava doncs a un escenari més en consonància amb el panorama europeu. A Espanya, per exemple, dues grans tendències: Partit Popular (dreta) i PSOE (esquerra). Al Regne Unit, per exemple, hi havia el Partit Conservador i el Partit Liberal.